# Homostola reticulata
Espèce
Synonymes
- Stictogaster reticulatus Purcell, 1902

Homostola reticulata est une espèce d'araignées mygalomorphes de la famille des Bemmeridae.

## Distribution
Cette espèce est endémique du Cap-Occidental en Afrique du Sud,. Elle se rencontre vers Swellendam.

## Description
La femelle syntype mesure 30 mm.

## Publication originale
- Purcell, 1902 : New South African trap-door spiders of the family Ctenizidae in the collection of the South African Museum. Transactions of the South African Philosophical Society, vol. 11, p. 348-382 (texte intégral).